# 圣安德烈德塞尼昂
圣安德烈德塞尼昂（法語：Saint-André-de-Seignanx，法語發音：[sɛ̃.t‿ɑ̃dʁe də sɛɲɑ̃]）是法国朗德省的一个市镇，位于该省西南部，属于达克斯区。

## 地理
圣安德烈德塞尼昂（43°33'26"N, 1°21'6"W）面积19.49 平方千米，位于法国新阿基坦大区朗德省，该省份为法国西南部沿海省份，是法國本土面积第二大的省，北起吉倫特省，西临大西洋，南至大西洋比利牛斯省，东临热尔省，东北与洛特-加龍省接壤。
与圣安德烈德塞尼昂接壤的市镇（或旧市镇、城区）包括：比欧多斯、拉贝讷、奥尔克斯、圣巴泰勒米、圣马丹德安克斯、圣马丹德塞尼昂、索布里格。

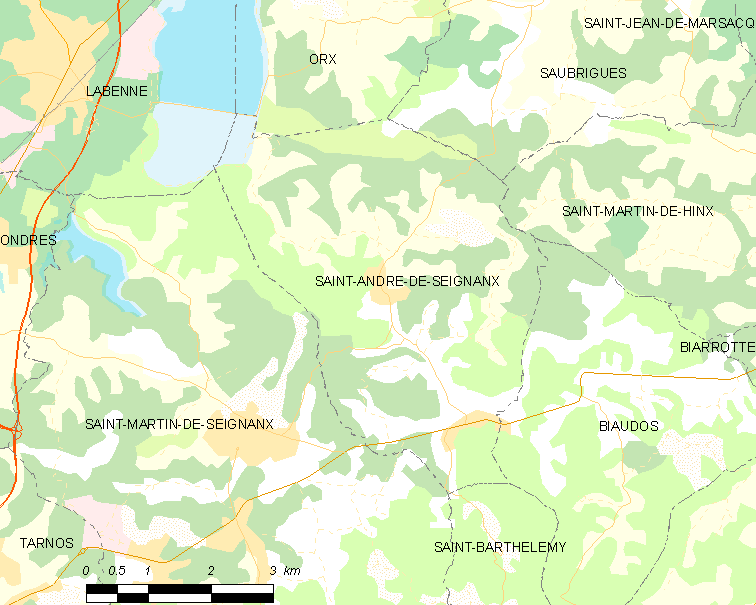
圣安德烈德塞尼昂的OSM定位图

圣安德烈德塞尼昂的时区为UTC+01:00、UTC+02:00（夏令时）。

## 行政
圣安德烈德塞尼昂的邮政编码为40390，INSEE市镇编码为40248。

## 政治
圣安德烈德塞尼昂所属的省级选区为塞尼昂县。

## 人口

1962-2008年间圣安德烈德塞尼昂人口变化图示

圣安德烈德塞尼昂于2022年1月1日时的人口数量为1913人。